# Окулярник целебеський
Окулярник целебеський (Zosterops consobrinorum) — вид горобцеподібних птахів родини окулярникових (Zosteropidae). Ендемік Індонезії.

## Опис
Довжина птаха становить 11,5-12 см, вага 9,8-19,4 г. Верхня частина тіла оливково-зелена, нижня частина тіла білувата, горло, верхня частина грудей і гузка жовті. Навколо очей білі кільця, які перетинаються чорними смугами, що ідуть від дзьоба до очей. Дзьоб чорний, лапи темно-сірі.

## Поширення і екологія
Целебеські окулярники мешкають на південному сході Сулавесі, на островах Бутон і Кабаена та, імовірно, на острові Муна. В 2003 році на острові Вангівангі спостерігали птаха, який може бути представником досі невідомого підвиду сулавеського окулярника.
Сулавеські окулярники живуть в рівнинних тропічних лісах, чагарникових заростях, на плантаціях і полях на висоті до 300 м над рівнем моря.